# Río Yaque del Sur
El Yaque del Sur es un río que se encuentra en la zona suroeste de la República Dominicana. El río nace en la Cordillera Central y posee una extensión de unos 130 km
, recorre el valle de San Juan y desemboca en el mar Caribe, en la bahía de Neiba.
Sus aguas son utilizadas en la agricultura de los valles de San Juan y Neiba y en el llano de Azua, como agua potable y en la producción de electricidad.